# Skela (građevina)
Skela (od turskog iskele, od latinskog scalae = ljestve) je ime za pomoćne (privremene) konstrukcije u građevinarstvu, koje služe kod izgradnje građevina.
Razlikuju se skele za podupiranje betonskih ili zidanih konstrukcija za vrijeme izgradnja, od onih koje omogućuju pristup i rad radnika na teško pristupačnim dijelovima građevine kao što je fasada. 
Postoje i druge vrsti skela koje se montiraju za rad građevinskih liftova i dizalica ili za separaciju šljunka u betonarama, kao i onih koje se koriste za premoštenje prepreka na gradilištu.
Najstarije skele koje se koriste od antike bile su od drva, one se upotrebljavaju još i danas, ali sve manje. Danas se najčešće koriste prefabricirane metalne skele, sastavljene od tipskih elemenataa, kao što su bešavne čelične cijevi, koje se spajaju čeličnim zglobovima. Takve skele podižu se kod višekatnih građevina, pa im podovi moraju biti čvrsti, obično se rade od debelih dasaka ili gotovih metalnih elemenata, a zbog sigurnosti radnika moraju imati i zaštitnu ogradu. Često se koriste i skele sastavljene od čeličnih rešetaka.
Po azijskim zemljama i danas se najviše koriste skele od bambusa.

## Galerija slika
- Aluminijska skela
- Skele od bambusa kod gradnje hotela u Hong Kongu
- Skela od bešavnih cijevi
- Drvene skele

## Vanjske poveznice
- Skela